# 乌兰街道
乌兰街道，是中华人民共和国内蒙古自治区锡林郭勒盟二连浩特市下辖的一个乡镇级行政单位。

## 行政区划
乌兰街道下辖以下地区：
满都拉社区、呼古吉勒社区、巴达拉呼社区、巴彦社区和那仁社区。